# Karl Franz Tausch
Karl Franz Tausch (Olmütz, 9 ottobre 1922 – 25 settembre 2008) è stato un militare tedesco, ex-vicebrigadiere delle SS, fece parte del Kommando di Herbert Andorfer, tenente delle SS a Roncegno in Trentino, e fu distaccato a Bassano del Grappa.
Durante le rappresaglie il tenente Andorfer dava l'ordine di uccidere partigiani catturati e civili in ostaggio, ma chi organizzava materialmente ed eseguiva le uccisioni era Tausch.
Nel Settembre 1944 fu responsabile durante l'operazione Piave, ovvero il rastrellamento dell'area del massiccio del M.te Grappa, dell'impiccagione di 31 giovani di Bassano del Grappa e delle rappresaglie compiute nei paesi alle pendici del Monte Grappa. Per questo fu soprannominato dalla popolazione il boia di Bassano.
È morto suicidandosi con un colpo di pistola alla testa il 25 settembre 2008. Nella lettera di addio ha scritto di sentirsi "perseguitato" dai giornali.